# Biegły rewident

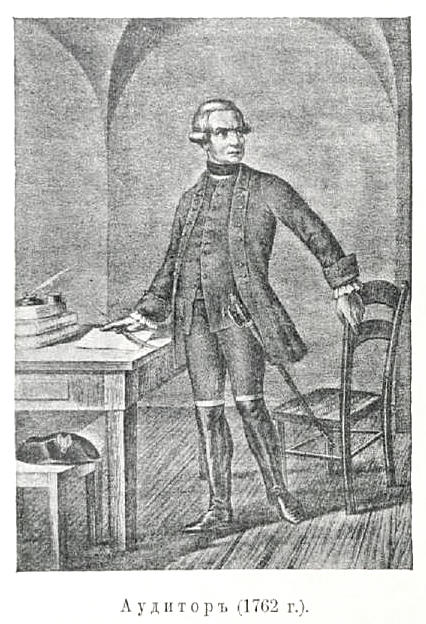
Biegły rewident (1762)

Biegły rewident (inaczej audytor) – zawód zaufania publicznego wykonywany przez osobę posiadającą uprawnienia zawodowe w zakresie wykonywania czynności rewizji finansowej nadane w trybie Ustawy z dnia 11 maja 2017 r. o biegłych rewidentach, firmach audytorskich oraz nadzorze publicznym, w tym uprawnienia do badania sprawozdań finansowych.
Tytuł „biegły rewident” podlega ochronie prawnej.

## Warunki uzyskania tytułu biegłego rewidenta
Potwierdzeniem uprawnień zawodowych jest wpis do rejestru biegłych rewidentów. Uchwałę o wpisie do rejestru podejmuje Krajowa Rada Biegłych Rewidentów.

Do rejestru biegłych rewidentów może być wpisany ten kto:
1. korzysta z pełni praw publicznych oraz ma pełną zdolność do czynności prawnych;
2. ma nieposzlakowaną opinię i swoim dotychczasowym postępowaniem daje rękojmię prawidłowego wykonywania zawodu biegłego rewidenta;
3. nie był skazany prawomocnym wyrokiem za umyślnie popełnione przestępstwo lub przestępstwo skarbowe;
4. ukończył studia wyższe w Rzeczypospolitej Polskiej lub zagraniczne studia wyższe uznawane w Rzeczypospolitej Polskiej za równorzędne i włada językiem polskim w mowie i piśmie;
5. odbył roczną praktykę w zakresie rachunkowości w państwie Unii Europejskiej oraz co najmniej dwuletnią aplikację w podmiocie uprawnionym do badania sprawozdań finansowych zarejestrowanym w państwie Unii Europejskiej pod kierunkiem biegłego rewidenta lub pod kierunkiem biegłego rewidenta zarejestrowanego w państwie Unii Europejskiej albo trzyletnią aplikację w podmiocie uprawnionym do badania sprawozdań finansowych zarejestrowanym w państwie Unii Europejskiej pod kierunkiem biegłego rewidenta lub pod kierunkiem biegłego rewidenta zarejestrowanego w państwie Unii Europejskiej – przy czym spełnienie tych warunków zostało stwierdzone przez Komisję Egzaminacyjną, zwaną dalej „Komisją”[2];
6. złożył przed Komisją z wynikiem pozytywnym egzaminy dla kandydatów na biegłego rewidenta z wiedzy teoretycznej;
7. złożył przed Komisją z wynikiem pozytywnym końcowy egzamin dyplomowy sprawdzający umiejętności praktycznego zastosowania wiedzy teoretycznej;
8. złożył ślubowanie przed prezesem Krajowej Rady Biegłych Rewidentów lub innym upoważnionym członkiem Krajowej Rady Biegłych Rewidentów.

Do rejestru może być wpisana również osoba fizyczna, która:
1. posiada co najmniej 15-letnie doświadczenie zawodowe w zakresie rachunkowości, prawa i finansów oraz spełnia warunki opisane powyżej (z pominięciem warunków dotyczących praktyki i aplikacji);
2. posiada uprawnienia do wykonywania zawodu biegłego rewidenta, uzyskane w innym państwie Unii Europejskiej, po złożeniu z wynikiem pozytywnym egzaminu w języku polskim z prawa gospodarczego, w zakresie niezbędnym do wykonywania czynności rewizyjnych, obowiązującego w Rzeczypospolitej Polskiej.

Do rejestru może być wpisana również, na zasadzie wzajemności, osoba fizyczna, która posiada uprawnienia do wykonywania zawodu biegłego rewidenta uzyskane w państwie trzecim, jeżeli spełnia wymagania w zakresie kwalifikacji zawodowych zgodne z warunkami określonymi w ustawie lub równoważne oraz złoży z wynikiem pozytywnym egzamin w języku polskim z prawa gospodarczego, w zakresie niezbędnym do wykonywania czynności rewizyjnych, obowiązującego w Rzeczypospolitej Polskiej.

## Przedmiot działalności
Biegły rewident wykonuje czynności rewizji finansowej, tj.:
- prowadzi badania oraz przeglądy sprawozdań finansowych; celem badania sprawozdania finansowego jest wyrażenie przez biegłego rewidenta pisemnej opinii wraz z raportem o tym, czy sprawozdanie finansowe jest zgodne z zastosowanymi zasadami (polityką) rachunkowości oraz czy rzetelnie i jasno przedstawia sytuację majątkową i finansową, jak też wynik finansowy badanej jednostki;
- świadczy inne usługi poświadczające, np.:
  - badanie dokonywane przy zakładaniu spółki akcyjnej i podwyższeniu kapitału zakładowego,
  - badanie sprawozdania założycieli spółki komandytowo-akcyjnej,
  - badanie planu przekształcenia spółki,
  - audyty projektów i programów unijnych w zakresie, w jakim są one zastrzeżone wyłącznie dla osób posiadających kwalifikacje biegłego rewidenta,
  - badanie informacji finansowych partii politycznych o otrzymanych subwencjach oraz o poniesionych z subwencji wydatkach.

Biegły rewident może świadczyć również usługi atestacyjne, czyli usługi spełniające kryteria innych usług poświadczających, przy czym usługi te nie są zastrzeżone do wyłącznej kompetencji biegłego rewidenta.
Przedmiotem działalności biegłych rewidentów, którzy prowadzą działalność gospodarczą określoną we własnym imieniu i na własny rachunek, obok badania sprawozdań finansowych, mogą być:
1. usługowe prowadzenie ksiąg rachunkowych i podatkowych,
2. przeglądy sprawozdań finansowych,
3. ekspertyzy i opinie ekonomiczno-finansowe,
4. doradztwo podatkowe,
5. doradztwo w zakresie organizacji i informatyzacji rachunkowości,
6. prowadzenie postępowania likwidacyjnego i upadłościowego,
7. działalność wydawnicza i szkoleniowa w zakresie rachunkowości.

Biegły rewident wykonuje zawód jako osoba prowadząca działalność we własnym imieniu i na własny rachunek, wspólnik spółki jawnej, spółki partnerskiej lub spółki komandytowej, osoba pozostająca w stosunku pracy z określonymi podmiotami lub jako osoba niepozostająca w stosunku pracy i nieprowadząca działalności we własnym imieniu i na własny rachunek, pod warunkiem zawarcia umowy cywilnoprawnej z podmiotem uprawnionym do badania sprawozdań finansowych.
Biegli rewidenci na zlecenie Krajowego Biura Wyborczego sporządzają ekspertyzy i opinie dotyczące pozyskania środków finansowych i wydatkach poniesionych przez partie polityczne z Funduszu Wyborczego, wydatków z subwencji, a także sprawozdań składanych przez komitety wyborcze.

## Postępowanie i odpowiedzialność biegłego rewidenta
Biegły rewident jest obowiązany w szczególności:
1. postępować zgodnie ze złożonym ślubowaniem;
2. stale podnosić kwalifikacje zawodowe, w tym przez odbywanie obligatoryjnego doskonalenia zawodowego w każdym roku kalendarzowym; zakres tematyczny oraz minimalną liczbę godzin szkolenia określa Krajowa Rada Biegłych Rewidentów;
3. przestrzegać standardów rewizji finansowej, zasad niezależności oraz etyki zawodowej;
4. regularnie opłacać składkę członkowską;
5. przestrzegać uchwał organów Krajowej Izby Biegłych Rewidentów w zakresie, w jakim dotyczą one biegłych rewidentów.

Biegły rewident jest zawodem zaufania publicznego. W związku z tym musi przestrzegać zasady niezależności oraz etyki zawodowej – reguluje je Kodeks Etyki zawodowych księgowych, opracowany przez Międzynarodową Federację Księgowych (IFAC). Zgodnie z Kodeksem, biegły rewident w swoim postępowaniu kieruje się następującymi zasadami:
- uczciwością,
- obiektywizmem,
- zawodowymi kompetencjami i należytą starannością,
- zachowaniem tajemnicy informacji,
- profesjonalnym postępowaniem.

Krajowa Rada Biegłych Rewidentów może skreślić biegłego rewidenta z rejestru w przypadku jego śmierci, wystąpienia biegłego rewidenta z samorządu biegłych rewidentów, nieuiszczania składek członkowskich za okres dłuższy niż rok, prawomocnego orzeczenia o wydaleniu z samorządu biegłych rewidentów lub niespełnieniu jednych z warunków uzyskania uprawnień zawodowych (pełna zdolność do czynności prawnych, korzystanie z pełni praw publicznych, nieposzlakowana opinia, brak prawomocnego wyroku skazującego za umyślnie popełnione przestępstwo lub przestępstwo skarbowe).
Biegły rewident, który sporządza niezgodną ze stanem faktycznym opinię o sprawozdaniu finansowym i stanowiących podstawę jego sporządzenia księgach rachunkowych jednostki lub sytuacji finansowo-majątkowej tej jednostki, podlega karze grzywny lub karze pozbawienia wolności do lat 2 albo obu tym karom łącznie.

## Tajemnica zawodowa
Biegły rewident jest zobligowany do dochowania tajemnicy zawodowej o informacjach i dokumentach, które związane są z wykonywaniem jego zawodu. Taki obowiązek nie jest jednak ograniczony w czasie.
W pewnych przypadkach biegły rewident może być zwolniony z dochowania tajemnicy zawodowej; ma to miejsce w sytuacji, gdy istnieje przewidziany prawem obowiązek ujawnienia informacji bądź przekazywania dokumentów w przypadkach, które zostały określone w ustawie lub innych odrębnych przepisach.
Przestrzeganie tajemnicy zawodowej obowiązuje także inne osoby, którym zostały udostępnione informacje objęte tajemnicą.